# 브러일라

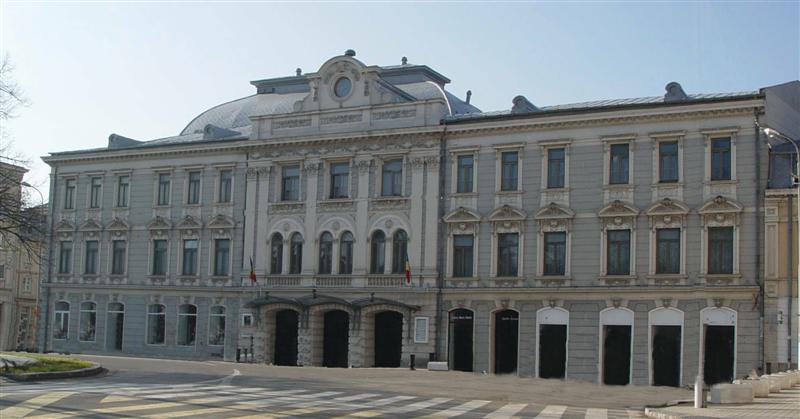
브러일라 마리아 필로티 극장

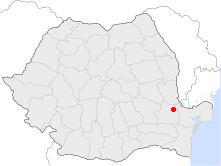
브러일라의 위치

브러일라(루마니아어: Brăila, 그리스어: Μπράιλα 브라일라[*], 튀르키예어: İbrail 이브라일[*])는 루마니아 동부에 위치한 도시로, 브러일라 주의 주도로, 면적은 33.2km2, 인구는 216,292명(2002년 기준)이다.
지리적으로는 문테니아 지방에 속하며 하항이 들어서 있다. 다뉴브강을 경계로 갈라치와 접한다.

## 인구
| 연도                      | 인구    | ±%     |
| ------------------------- | ------- | ------ |
| 1900                      | 58,392  | —      |
| 1912                      | 65,053  | +11.4% |
| 1930                      | 68,347  | +5.1%  |
| 1941                      | 99,531  | +45.6% |
| 1948                      | 95,514  | −4.0%  |
| 1956                      | 102,500 | +7.3%  |
| 1966                      | 138,802 | +35.4% |
| 1977                      | 194,633 | +40.2% |
| 1992                      | 234,110 | +20.3% |
| 2002                      | 216,292 | −7.6%  |
| 2011                      | 180,302 | −16.6% |
| Censuses data, 1930–1948. |         |        |

## 사진

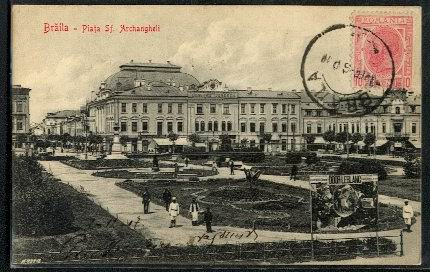
1900년대 엽서에 그려진 브러일라